# Echte Kaimane
Die Echten Kaimane (Caiman) sind eine Gattung der Kaimane (Caimaninae) innerhalb der Krokodile (Crocodylia). Echte Kaimane kommen rezent ausschließlich in Südamerika vor, mit Ausnahme des Krokodilkaimans, dessen Verbreitungsgebiet bis in den Süden Mexikos reicht.

## Forschungsgeschichte
Die Gattung Caiman wurde 1825 durch Johann Baptist von Spix aufgestellt. Spix unterschied mit Caiman niger und Caiman fissipes zwei Arten innerhalb der Gattung und stellte sie einer zweiten Gattung Jacaretinga mit ebenfalls zwei Arten, Jacaretinga moschifer und Jacaretinga punctulatus gegenüber.
John Edward Gray überarbeitete und ergänzte diese Gliederung 1862. Er stellte Caiman niger (als Jacare nigra), Caiman fissipes (als Jacare latirostris) und Jacaretinga punctulatus (als Jacare punctulata) in eine gemeinsame Gattung Jacare, die er noch um die Taxa Jacare longiscutata und Jacare ocellata erweiterte. Für Jacare nigra wählte er erstmals auch die Bezeichnung Melanosuchus im Sinne einer eigenen Untergattung. Spix’ Jacaretinga moschifer transferierte er dagegen als Caiman palpebrosus in die Gattung Caiman und ergänzte diese um das Taxon Caiman trigonatus, welches er in eine eigene Untergattung Paleosuchus stellte.
George Albert Boulenger verwarf beide Gliederungen und synonymisierte 1889 die Gattungen Caiman, Jacaretinga und Jacare, wobei er die Bezeichnung Caiman beibehielt. Er unterschied mit Caiman niger, Caiman latirostris, Caiman sclerops (= Jacaretinga punctulatus, Jacare punctulata, Jacare longiscutata und Jacare ocellata), Caiman trigonatus und Caiman palpebrosus insgesamt fünf Arten der Gattung.
Weder Spix noch Gray oder Boulenger hatten für ihre Gattungen eindeutige Typusarten ausgewiesen. Dies wurde 1928 durch Karl Patterson Schmidt nachgeholt, der Caiman latirostris (= Caiman fissipes Spix) als Typusart der Gattung Caiman vorschlug. Schmidt traf diese Wahl, obwohl Spix Caiman niger in seiner Publikation von 1825 als „Species 1“ ausgewiesen hatte. Für Schmidt schien es jedoch absehbar, dass Caiman niger als Typusart einer eigenständigen, monotypischen gewertet werden würde. Gleichzeitig dazu gliederte er die Arten Caiman trigonatus und Caiman palpebrosus aus und stellte sie in eine eigene Gattung Paleosuchus. Die Gattung Caiman wurde im Gegenzug um zwei weitere Taxa ergänzt und enthielt nun mit Caiman niger, Caiman latirostris, Caiman yacare, Caiman fuscus und Caiman sclerops erneut fünf Arten.
Fünf Jahre später wurde Caiman niger tatsächlich aus der Gattung ausgegliedert und Franz Werner verwendete erstmals die heute noch akzeptierte Kombination Melanosuchus niger. Caiman sclerops gilt heute als Synonym von Caiman crocodilus und Caiman fuscus wird als Unterart dieser Spezies (Caiman crocodilus fuscus) gewertet.

## Arten
Die Gattung umfasst insgesamt drei rezente Arten sowie zwei fossile Formen, die sich mit einiger Sicherheit der Gattung Caiman zuordnen lassen:
- Caiman brevirostris Souza Filho, 1987 †
- Caiman crocodilus (Linnaeus, 1758) (Krokodilkaiman)
- Caiman latirostris (Daudin, 1801) (Breitschnauzenkaiman)
- Caiman wannlangstoni Salas-Gismondi et al., 2015 †
- Caiman yacare (Daudin, 1801) (Brillenkaiman)

## Merkmale
Die drei rezenten Vertreter der Gattung sind mit maximalen Längen von 2,0–2,5 m relativ kleine Krokodile. Die Glattstirnkaimane (Paleosuchus) bleiben mit Maximallängen von 2,3 m geringfügig kleiner und der Schwarze Kaiman (Melanosuchus niger) wird mit bis zu 4 m deutlich größer.
Im Gegensatz zu den Glattstirnkaimanen ist das obere Augenlid nicht nahezu vollständig verknöchert, sondern weist, wie bei den meisten anderen Krokodilen, nur eine relativ kleine, untergeordnete Verknöcherung auf. Zwischen den beiden Augenhöhlen befindet sich ein knöcherner Steg, der bei den Glattstirnkaimanen fehlt. Die Supratemporalfenster sind bei den Echten Kaimanen offen, bei den Glattstirnkaimanen verwachsen sie im Laufe der Ontogenese. Das Scheitelbein hat keinen Anteil am rückwärtigen Rand des tischförmigen Schädeldaches, sondern wird vom Supraoccipitale vollständig davon abgeschnitten. Bei den Glattstirnkaimanen hat das Scheitelbein beidseitig vom Supraoccipitale Anteil am rückwärtigen Rand des Schädeldaches. Alle diese Merkmale treffen analog zu den Echten Kaimanen auch auf den Schwarzen Kaiman zu.

## Systematik
Das nebenstehende Kladogramm zeigt die verwandtschaftlichen Verhältnisse der rezenten Arten innerhalb der Unterfamilie Caimanine. Die beiden Arten der Glattstirnkaimane (Paleosuchus) bilden eine gemeinsame Klade, die einer zweiten Klade („Jacarea“) mit den Echten Kaimanen (Caiman) und dem Schwarzen Kaiman (Melanosuchus niger) gegenüber. Innerhalb der „Jacarea“ zeigt sich jedoch, dass der Breitschnauzenkaiman (Caiman latirostris) näher mit dem Schwarzen Kaiman verwandt ist, als mit den beiden anderen Vertretern der Gattung Caiman.
Die Echten Kaimane bilden also keine monophyletische Gruppe, sondern sind als paraphyletisch zu bezeichnen. Den Breitschnauzenkaiman in die Gattung Melanosuchus zu übertragen um das Problem zu lösen, ist kaum möglich, da einerseits Caiman die ältere verfügbare Gattungsbezeichnung darstellt und der Breitschnauzenkaiman per Definition die Typusart der Gattung Caiman stellt. Als einfachere Lösungsmöglichkeit wurde daher vorgeschlagen den Schwarzen Kaiman wieder zurück in die Gattung Caiman zu transferieren.